# Tricholita elsinora
Tricholita elsinora là một loài bướm đêm trong họ Noctuidae.